# اپرای لس آنجلس

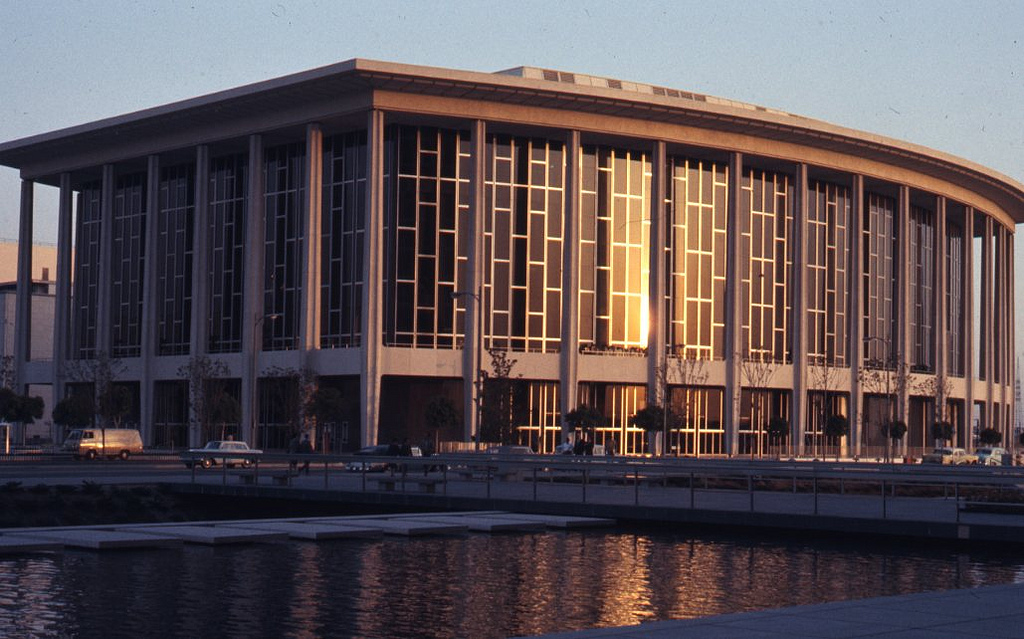
دوروتی چندلر پاویون

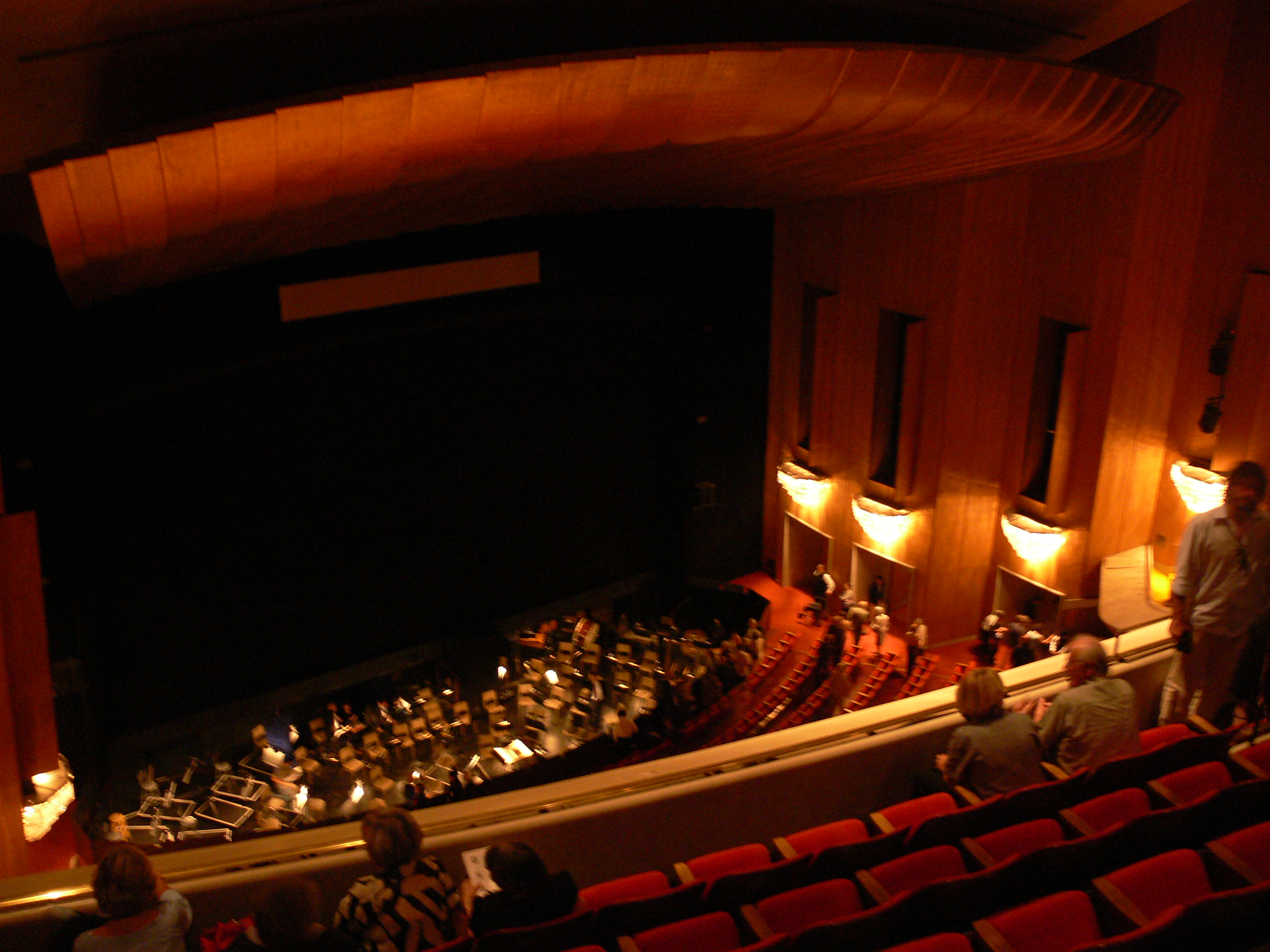
سالن نمایش و کنفرانس دوروتی چندلر

اپرای لس آنجلس (انگلیسی: Los Angeles Opera) یک شرکت و سالن نمایش ارائه‌دهندهٔ اپرا و باله است که در لس آنجلس کالیفرنیا واقع شده‌است و چهارمین شرکت هنری بزرگ ارائه‌دهندهٔ اپرا و باله در ایالات متحده آمریکا است که در سال ۱۹۸۶ با اجرای اپرای اتلو آغاز به‌کار کرد. سالن اصلی این شرکت دوروتی چندلر پاویون است که بخشی از مرکز موسیقی لس آنجلس محسوب می‌شود.
تِـنورِ نامدار اسپانیایی پلاسیدو دومینگو از سال ۲۰۰۳ تا ۲۰۱۹، مدیر کل اپرای لس آنجلس بود و خودش در اپراهای ارائه شده در این گروه هنری، در ۲۷ نقش مختلف آواز خواند و هنرنمایی کرد. دومینگو در اکتبر ۲۰۱۹ در پی اتهامات متعدد دربارهٔ سوء رفتار جنسی استعفا داد. کریستوفر کولش از سال ۲۰۱۲ مدیر اجرایی اپرای لس آنجلس بوده‌است.
هنرمندان گوناگونی در این مرکز برنامه اجرا کرده‌اند که از آن میان می‌توان به سومی جو و سوزان گراهام اشاره کرد. اپرای لس آنجلس همچنین آثار هنرمندان بزرگی را به روی صحنه برده‌است که از میان این هنرمندان، می‌توان به جان کوریلیانو، آندره پره‌وین، ریشارد واگنر، بلا بارتوک، جاکومو پوچینی، ریشارد اشتراوس، کورت وایل، جواکینو روسینی اشاره کرد.